# Skalar (ryba)
Skalar, żaglowiec skalar (Pterophyllum scalare) – ryba słodkowodna z rodziny pielęgnicowatych. Nazwa zwyczajowa żaglowiec nawiązuje do kształtu płetw – grzbietowej i odbytowej – przypominających żagiel. W literaturze polskiej pojawiał się również pod nazwą ryba księżycowa.

## Występowanie
Występuje gromadnie w górnym i środkowym biegu rzeki Amazonka wraz z jej dopływami. Można ją też spotkać w dorzeczu rzek Orinoko (Wenezuela), Essequibo w Gujanie.
W swym środowisku żyje wśród korzeni i roślin. Jej naturalny silnie spłaszczony kształt ułatwia przepływanie między roślinnością i pozwala na ukrycie się. 

## Historia
Żaglowiec po raz pierwszy został przebadany i opisany przez niemieckiego badacza Lichtensteina w 1823 roku, a ten zaliczył go do ryb morskich, tak naprawdę jednak jest to ryba słodkowodna. W 1840 roku austriacki ichtiolog Johann Jakob Heckel, zauważył różnicę i stworzył dla skalara osobny rodzaj Pterophyllum. Wszystkie opisy badaczy były oparte na zakonserwowanym materiale. Pierwszego żywego skalara przywieziono do Europy dopiero w 1911 roku, a do USA w 1913. Po raz pierwszy w 1914 roku Josef Cvancar mieszkający w Hamburgu rozmnożył te ryby. W Polsce pierwsze okazy pojawiły się dopiero w 1922 roku.

## Opis
Ryba stadna, pokojowo usposobiona do innych "współtowarzyszy". Nie potrafi bronić się przed rybkami agresywnymi i bardzo ruchliwymi (np. brzanka sumatrzańska podgryza jej płetwy). Po osiągnięciu dojrzałości płciowej i dobraniu się w pary podczas tarła może być agresywna. W warunkach hodowlanych skalar żyje ok. 15 lat.
Długość ciała osiąga 15 cm a wysokość 35 cm. Posiada więc stosunkowo krótkie ciało, co wiąże się ze znacznym jego ścieśnieniem. Taki kształt, jak również rozszerzenie go w dół i w górę przez bardzo wysokie płetwy nieparzyste powoduje, że ryba zajmuje więcej przestrzeni w pionie niż w poziomie. Wyklucza to możliwość robienia przez skalara gwałtownych zwrotów, toteż charakter tych ryb jest łagodny. Dzikie skalary są srebrzyste z kilkoma pionowymi ciemnymi pasami nachodzącymi na płetwy grzbietową i odbytową, a wśród osobników wyhodowanych sztucznie zdarzają się czarne lub nakrapiane odmiany.

## Wskazówki hodowlane
Są to duże pielęgnice i wymagają dużego (wysokiego) zbiornika. Optymalne w warunkach domowych jest akwarium minimum 200 l i większe, które ma co najmniej 50 cm wysokości od podłoża do powierzchni wody i w którym skalary swobodnie będą mogły się poruszać. Ryby lubią zbiornik z powierzchnią wody przykrytą pływającymi drobnymi roślinkami dającymi lekki cień. Akwarium powinno być obsadzone roślinami dużymi tak aby mogły swobodnie poruszać się między nimi (np. kryptokoryna, nurzaniec, lotos tygrysi, kabomba, moczarka, żabienica)
Temperatura optymalna 24 – 26°C. Przejściowo znosi temperaturę poniżej 22 °C, potem może nastąpić jej śmierć. W temperaturze niższej niż 20 °C dorosłe skalary chorują na pleśniawkę rogówki oka
PH wody ok. 6,5 do 7,5, tzw. "kranówka". Hodowane formy skalarów, najczęściej dostępne w sklepach, są już do takiej wody "przystosowane" jak również do twardości wody. Ryba aktywniejsza, gdy otrzymuje "zastrzyk" świeżej, dobrze natlenionej wody (okresowa wymiana wody).
Ryba wszystkożerna, pokarm żywy – rureczniki (tubifex), larwy komarów, ochotki, plankton, rozwielitka, oczliki, siekane dżdżownice (wyczyszczone), małe rybki znajdujące się w akwarium (narybek gupika, mieczyka, molinezji i innych małych ryb), pokarm suszony – mielony, płatkowany lub granulowany (dostępny w sklepach zoologicznych), żółtko jajek (ostrożnie), pokarm mrożony (np. ochotka).

## Rozmnażanie

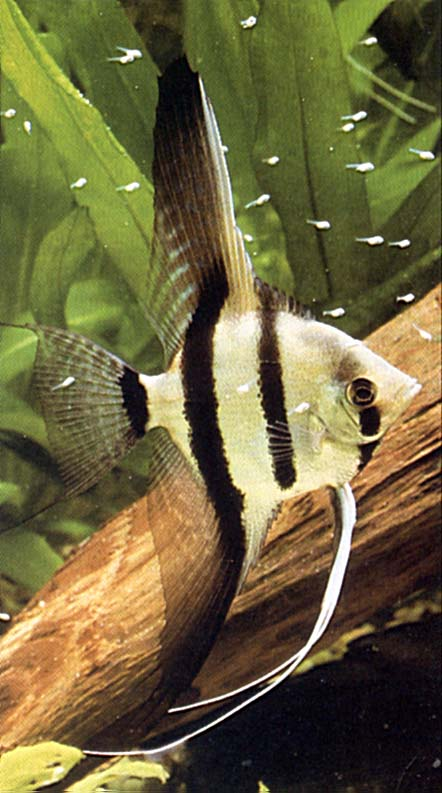
Skalar z młodymi

Płeć dorosłych skalarów jest trudna do odróżnienia. Doświadczeni hodowcy odróżniają samca po niewielkim garbie tłuszczowym znajdującym się na czole. Dorosłe osobniki osiągają dojrzałość płciową po ok. 7-10 miesiącach, żyjąc gromadnie w grupie same się dobierają. Następnie wyszukują sobie miejsce, w którym dojdzie do tarła. W tym okresie para ta staje się "agresywna". Przepędza inne ryby przebywające w akwarium ogólnym, w stosunku do swojego gatunku potrafi być bardzo agresywna. Rozpoczynają od wyboru miejsca, na którym ma zostać złożona ikra. Rodzaj Pterophyllum należy do fitofilnych przedstawicieli rodziny pielęgnic, co oznacza, że składają jaja na sztywnych szerokich liściach roślin wodnych. Wybierają duże liście roślin wodnych (np. żabienic), które później dokładnie oczyszcza z glonów i osadów.
W tym czasie u samicy pojawia się brodawka płciowa, tzw. "pokładełko" (samica posiada tę część bardziej tępą, zaokrągloną, samiec natomiast ma tę część mniejszą, bardziej ostrą), za pomocą którego samica przykleja ikrę w wybrane wcześniej miejsce.
W warunkach hodowlanych miejscem takiego składowania może być duży liść, a z braku tych liści, potrafią złożyć ikrę na dużym, płaskim kamieniu, kawałku szyby w kolorze zielonym lub też bezpośrednio na szybie akwarium.
W czasie składania ikry samica posuwając się po liściu lub innym przedmiocie układa ikrę w paseczki jedno przy drugim. Samiec, posuwając się w ślad za samicą zapładnia ikrę, tarło to trwa ok. 1-2 godzin, w zależności od "spokoju" wokół miejsca tarła. Dorosła samica (ikrzak, ikrzyca) może złożyć nawet do 1000 sztuk ziaren ikry.
Skalary wykazują w pewnym stopniu troskę rodzicielską. Wybierają spleśniałą ikrę, aby nie zarażała reszty, jednak po wykluciu się larw osobniki rodzicielskie nie potrafią podnieść potomstwa, które spadło na podłoże, co najczęściej skutkuje ich śmiercią. Dochodzi do tego pomimo obecnego u larw narządu czepnego zwanego cementowym. Rozwija się w okolicy głowy, a służy do przyczepiania się do roślin lub przedmiotów. Niektóre formy hodowlane utraciły instynkt macierzyński i nie opiekują się potomstwem. Opiekują się ikrą około 2- 3 godzin (przy korzystnych warunkach potrafią nawet 2-3 dni) po czym ikra zostaje zjedzona przez rodziców lub "podkradana" przez inne ryby.
W hodowli własnej, gdy dojdzie do tarła w akwarium "ogólnym" należy wyjąć ikrę wraz z odciętym liściem, kamieniem itp., na którym jest złożona ikra, następnie przenieść ikrę do osobnego zbiornika lub kotnika (mała klatka umieszczana wewnątrz akwarium). Liść lub inny przedmiot należy osadzić "w podłożu", przy nim można ustawić "młynek", który napędzany za pomocą pompki powietrznej wprawia w ruch wodę, dostarczając ikrze w sposób ciągły świeżą, dobrze natlenioną wodę. W ten sposób zastępuje się parę rodziców, którzy w warunkach naturalnych ciągle wachlują płetwami nad ikrą dostarczając świeżej i natlenionej wody. Aby zapobiec ewentualnemu psuciu się ikry, do wody można dodać słaby roztwór (trypaflawiny lub błękitu metylenowego).
Psującą się ikrę (biały nalot na ziarenku ikry) należy ostrożnie usuwać z miejsca złożenia ikry aby nie zarażać innych ziarenek po czym należy je usunąć z akwarium.
Ikra rozwija się ok. 2-4 dni, w tym czasie można zaobserwować "ruch", następnie larwy "odrywają się" od miejsca i opadają na dno zbiornika. Młode rybki(raczej larwy) leżą na dnie zbiornika lub lekko unoszą się w toni wodnej.
Za pożywienie na pierwsze dni wystarcza im zawartość woreczka żółtkowego (ok. 3-5 dni). Po tym czasie młode rybki zaczynają rozpływać się w poszukiwaniu pokarmu. Pokarmem takim w początkowym okresie karmienia są: nicienie "mikro", żywy mikroplankton zwierzęcy (np. pierwotniaki), bardzo drobno zmielony (w maszynce) suchy pokarm typu roślinnego, żółtko z jajka (bardzo ostrożnie podawać gdyż nadmiar zatruwa wodę).
Temperatura wody w okresie tarła i rozmnażania się ikry powinna wynosić około 28-32 °C.
Dobrana para skalarów w dobrych warunkach składa ikrę "cyklicznie" (co 4-5 tygodni).

## Wskazania
- Ryba ogólnego akwarium, polecana dla mniej doświadczonych hodowców
- Rozmnażanie dość łatwe dla bardziej zaawansowanych.

## Znaczenie w ochronie środowiska
Lasy znajdujące się w okolicy Amazonki, czyli rzeki będącej naturalnym środowiskiem skalara, są sezonowo przez nią zalewane. W tym okresie ryby zamieszkujące Amazonkę, pływając wśród zalanych roślin, przyczyniają się do rozprzestrzeniania ich nasion na znaczne odległości. 
Amazonka i tereny z nią sąsiadujące są dotknięte działalnością człowieka, zarówno historycznie jak i obecnie. Obecnie większość tych obszarów jest wykorzystywana w rolnictwie i gospodarce leśnej przez drobnych rolników. Jednak nie stwarza to zagrożenia dla skalarów, gatunek ten stale liczy wiele osobników żyjących w naturze, jak również hodowany jest na wszystkich kontynentach.

## Znaczenie gospodarcze
Duże ryby wśród ludności lokalnej uznawane są za przysmak i dodawane do jadłospisu.
Do rodzaju Pterophyllum należą jedne z najbardziej znanych i popularnych pielęgnic, często spotykane w akwariach. Zawsze przyciągały amatorów akwarystyki ze względu na ich majestat i piękno. Kiedyś były rzadkie i drogie, ale w ostatnich latach stały się bardzo przystępne. Zainteresowanie i zapotrzebowanie na te ryby doprowadziło do wyhodowania nowych odmian, niespotykanych w przyrodzie. 